# Hajduk Veljko
Hajduk Veljko Petrović (srp. Хајдук Вељко Петровић; Lenovac, 1780. – Negotin, 28. srpnja 1813.) je najpopularniji junak Prvog srpskog ustanka.
Veljko je rođen u Lenovcu, u bogatoj obitelji Petra Petrovića kojeg su zvali "Sirenjar", zbog mnoštva stoke koju je imao i sira kojeg je proizvodio. U mladosti je bio pastir i sluga. Kada je imao 22 godine, dva Turčina su napali njegovu sestru, a on ih je u mah ubio i od tada se odmetnuo u hajduke. Prvo je išao u Vidin kod velikog odmetnika, bivšeg janjičara Pazvan-Oglua. No i tamo zbog nagle naravi ubija dva Pazvandžijina momka i bježi. Od 1803. godine bio je hajduk u četi Stanoja Glavaša, da bi zatim prišao vojvodi Đuši, starješini Smederevske nahije. Kada je vojvoda Đuša (Dušan Vulićević) tražio od Stanoja Glavaša hrabrog i pouzdanog čovjeka, Stanoje nije imao boljeg izbora do Veljka. Od 1804. sudjelovao je u ustanku u četi s Glavašem, a poslije s Dušanom i Vujicom Vulićevićem. Veljkova tvrdoglavost dovela je do toga da u vremena ratna ne bješe poslušan ni Vujici, a ni Karađorđu. S Vulićevićem se borio i za Beograd (1806). Godine 1807. postao je buljubaša i dobio dozvolu od Sovjeta (središnji organ vlasti u tadašnjoj Srbiji – Praviteljstvujušči sovjet serbski) da pobuni Krivi Vir i Crnu Reku. 1809. hrabro je branio Banju od Turaka. Bio je vrlo hrabar, i zbog njegove hrabrosti se vrlo brzo pročulo za njega. Kako Veljko nije bio mnogo discipliniran, i sovjet je imalo s njim češće neprilika. 1810. godine odlikovan je zlatnim ruskim ordenom za hrabrost.
Osobito se istaknuo u bitci na Varvarinu, gdje je bio ranjen u lijevu ruku. Godine 1811. postao je krajinski vojvoda i upućen je u Negotin, na Krajinu. 1813. godine nekoliko turskih konjanika ga je napalo kod sela Bukovča, gdje ih je Veljko potukao. Turci su zatim krenuli s daleko jačim snagama, pa se Veljko morao povući.
Velike bitke oko Negotina počeli su u ljeto 1813. godine. Veljko prodire do Vidina, pa potom kod Bukovča tuče manje turske jedinice, ali se ubrzo mijenja odnos snaga. Turci su počeli opsjedati Negotin pojačanjima koje im je poslao turski paša iz Vlaške. Ukupno 16.000 turskih vojnika je napadalo Negotin, kojega je branilo 3000 Srba. Veljko je utvrdio Negotin, napravio jarak, digao kule i sačekao Turke. Najviša kula u kojoj je sjedio Veljko je nazvana "Baba Finka". U jarcima, zajedno s Veljkom borila su se i njegova braća Milutin i Miljko. Očekivana pomoć koju je Veljko tražio nije stigla. Ponestalo je i streljiva, pa se hajduk Veljko sjeti i naredi skupljanje kositrenih stvari po Negotinu kako bi ih se rastopilo u puščana zrna. U topove je naredio stavljanje talira. Dan i noć je obilazio jarke, hrabrio svoje vojnike i popravljao ruševine od turskih topova. Jedno jutro, poslije dvadesetak dana obrane, oko 20. srpnja, pogodila ga je topovska kugla u prsa. Jedva je izgovorio: "Drž!". Pao je mrtav na zemlju. Njegov brat Milutin ga uvečer zakopa kod negotinske crkve. Nakon Veljkove pogibije, Turci su zauzeli Negotin i Krajinu. Ostale su zapamćene njegove riječi:
Ženio se dva puta. Prva žena je bila Marija, najmlađa sestra po majci Stanoja Glavaša, ali ona nije mogla podnijeti njegov hajdučki život, pa se rastaše. Druga njegova žena, Čučuk Stana, bila mu je osobito draga. Za nju se vezuju mnoge priče uključujući i one da se s Veljkom tukla protiv Turaka, branila Negotin i da je u tim borbama zadobila čak četiri rane. Vrlo živ Veljkov životopis napisao je Vuk Karadžić (Skupljeni povijesni i etnografski spisi, I, 225—238). S Marijom je imao sina Radovana, a danas potomci hajduk Veljka žive u selu Dubona i prezivaju se Hajduk-Veljkovići.